# جاكوب صاموئيل
جاكوب صاموئيل (بالإنجليزية: Jacob Samuel) مبشر إنجليزي اكتنف الغموض نسبه ونشأته.
نشر مذكرات رحلته التتبشيرية باللغة الانجليزية عام 1844م، تحت عنوان:
(
رحلة تبشيرية خلال الجزيرة العربية إلى بغداد).

## عمله التبشيري
يرتقي تاريخ عمله التبشيري إلى سنة 1831 عند وصوله كلكتا في الهند قادماً من إنجلترا، بعد أن حصل على مبلغ من المال من إحدى المحسنات لتسديد نفقات سفره ومصاريف. حيث كانت أعماله التبشيرية التي قام بها في الهند مرضية، بحيث انه نال ثقة عدد من المسيحيين الذين أسسوا هيئة لنشر المسيحية بين اليهود. وهو واحد من عدة رحالة أجانب زاروا بغداد في العهد العثماني بعد أن قررت الهيئة المذكورة في عام 1835 ايفاده إلى بغداد، وبلاد عربية أخرى للقيام بجولته التبشيرية.

## رحلته إلى بغداد
غادر صاموئيل بومبي على متن السفينة البريطانية(هيو ليندسي  Hugh Lindsay) ومعه شخصين اخرين في بعثة تشيسني، متوجهاً إلى بغداد،، ولما وصل البصرة استقبله الأرمني ( بارسيخ Barseigh) وهو وكيل بريطانيا في البصرة، وهيأ له الأجواء لالقاء المواعظ في كل من كنيسة الأرمن وكنيس اليهود، وحضور القديس في كنيسة اللاتين ويدعى صامويل، وقد حصل شجار بينه وبين اليهود ولكنه تصالح معهم لاحقاً وقام بزيارة عوائلهم قبل مغادرته البصرة.
وواصل طريقه إلى بغداد وفي طريقه نزل في الحلة وقابل فيها الناسي (Nasi)، وحل ضيفاً عليه.
وبعدها وصل إلى بغداد واستقبله الأرمني(خاجيك Cachick) الوكيل البريطاني المحلي، وقام في دار (الكولونيل تايلور Colonel Taylor) ممثل شركة الهند الشرقية الإنجليزية وقام عدد من وجهاء اليهود بزيارته.

## سبب طرده من العراق
زار جاكوب كنيساً يهودياً في بغداد ووعد فيه مبشراً بتعاليم السيد المسيح فاغاظ بذلك اليهود، ومما زاد الطين بلة تجواله في شوارع بغداد وتوزيعه الكتب والكراسات المسيحية لا على اليهود فقط، بل على كل من كان يلقاه مهما كان دينه، فاستشاط المسلمون غضباً. واكفهر الجو في بغداد في ظروف حرجة ولذلك ساهم الانجليز في بغداد على اخراجه بسرعة من العراق حتى لا يثير فتنة هناك، في الوقت الذي كانت فيه بعثة الفرات بقيادة العقيد فرنسيس تشسني هناك ومن السهل جداً ان يربط بين مجيء البعثة ومجيء المبشر صمويل وحوادث اصطدام بعثة الفرات بالمقاومة العربية في جنوب العراق.بعد كل هذا قام بإجراء محاورات دينية في المقاهي والمحلات دون أن يدرك عواقبها الوخيمة، وقد أدت تصرفاته هذه إلى إثارة الفتن وتعرض نصارى بغداد إلى الإهانات بالرغم من أن ذلك جرى بدون رضاهم، وان رحلته مليئة بالنشاط الذي يقترب من الهوس احياناً، ولذلك تحفز الكولونيل تايلور على إتخاذ الإجراءات اللازمة لتسفيره حالاً إلى البصرة. 
طُرد من العراق عام 1835 بعد إثارته للشغب في بغداد وذلك من خلال توزيعه منشورات معادية للإسلام في السوق. وعند طرده من بغداد للأسباب المذكورة كررها عندما وصلت السفينة إلى البصرة، حيث نزل صموئيل وانتقل إلى مقر شركة الهند الشرقية معلنًا عزمه على تحويل اليهود إلى المسيحية. وبعد محاولته الفاشلة لإلقاء خطاب في الكنيس المحلي، ذهب إلى السوق وبدأ بتوزيع منشوراته. كانت أعمال الشغب على وشك أن تبدأ ولكن قيام حراس المقر بإعادة المبشر إلى متن السفينة هيو ليندسي.
ومع هذا فقد انتشرت بين القبائل العربية شائعة مفادها أن السفن البخارية الكافرة جاءت للاستيلاء على البلاد وتدمير عقيدة الإسلام. وكان القرويون في القرنة الذين كانوا منزعجين بالفعل من حادثة قارب الفحم، منزعجين بشكل خاص من وجود صموئيل على متن السفينة. وعندما عُرضت إحدى الكتيبات على الشيخ عيسى شيخ المنتفك أقسم أنه سيحرق أي سفينة بخارية تحاول الصعود إلى نهر الفرات.
ولم يكن تشيسني قلقاً من هذا التهديد، الذي وصفه استكورت بـ"التباهي العربي". ولكن العداء مع المنتفق قد يعرض بعثة أعالي نهر الفرات للخطر، وكان تشيسني يعتمد على الشيخ عيسى لمعاقبة أتباعه من بني (حكيم _ حتشيم) على هجومهم على السفينة في يونيو/حزيران، وثنيهم عن السعي إلى الانتقام.

لقد كان صامويل رجلاً غريب الأطوار ومتعنتاً بحيث انه لم يتعظ بحوادث بغداد، إذ بعد وصوله البصرة زار كنيس اليهود وألقى كرازة أدت إلى هيجان اليهود وقيامهم بمظاهرة تقدمها حاخام القدس وطالبوا بتسفيره. اخرج صامويل من العراق بسرعة والقيت كتبه _على قول فونتانييه_ في النهر.